# 10e étape du Tour de France 2018
Pour un article plus général, voir Tour de France 2018.
La 10e étape du Tour de France 2018 se déroule le mardi 17 juillet 2018 d'Annecy au Grand-Bornand, sur une distance de 158,5 kilomètres.

## Parcours
Disputée au lendemain de la première journée de repos, cette étape de 158,5 kilomètres part d'Annecy et arrive au Grand-Bornand. C'est la première étape de montagne de ce Tour de France. Elle se déroule entièrement en Haute-Savoie.
Après le départ donné à Annecy, le parcours fait le tour du lac d'Annecy jusqu'à Menthon-Saint-Bernard pour y trouver la première difficulté, le col de Bluffy (1,5 km à 5,6 %). La course descend ensuite dans la vallée du Fier, passant par Thônes où est situé le sprint intermédiaire du jour. Immédiatement après ce dernier commence l'ascension du col de la Croix Fry (11,3 km à 7 %). La descente qui suit, passant par Saint-Jean-de-Sixt, à proximité du lieu d'arrivée, jusqu'à Entremont, amène la course au pied de la montée du plateau des Glières (hors catégorie, 6 km à 11,2 %), inédite sur le Tour de France. Une fois au col, les coureurs empruntent une route non goudronnée sur 1,8 km. Redescendue à Thorens-Glières, la course passe par le col des Fleuries, difficulté qui n'est pas répertoriée pour le classement de la montagne. Après une vingtaine de kilomètres dans la vallée de l'Arve, jusqu'à Cluses, l'étape se termine par l'enchaînement des cols de Romme (8,8 km à 8,9 %) et de la Colombière, tous deux classés en première catégorie, suivis de la descente vers l'arrivée au Grand-Bornand,.

## Déroulement de la course
Une échappée de 20 coureurs part d'Annecy dont le maillot jaune Greg Van Avermaet. Rein Taaramäe attaque mais Julian Alaphilippe le rattrape et le dépose dans le col de Romme et part tout seul pour gagner l'étape.

## Résultats

### Classement de l'étape
| Classement de la 10e étape | Classement de la 10e étape | Classement de la 10e étape | Classement de la 10e étape | Classement de la 10e étape |
|                            | Coureur                    | Pays                       | Équipe                     | Temps                      |
| -------------------------- | -------------------------- | -------------------------- | -------------------------- | -------------------------- |
| 1er                        | Julian Alaphilippe         | France                     | Quick-Step Floors          | en 4 h 25 min 27 s         |
| 2e                         | Jon Izaguirre Insausti     | Espagne                    | Bahrain-Merida             | + 1 min 34 s               |
| 3e                         | Rein Taaramäe              | Estonie                    | Direct Énergie             | + 1 min 40 s               |
| 4e                         | Greg Van Avermaet          | Belgique                   | BMC Racing                 | + 1 min 44 s               |
| 5e                         | Serge Pauwels              | Belgique                   | Dimension Data             | + 1 min 44 s               |
| 6e                         | Lilian Calmejane           | France                     | Direct Énergie             | + 2 min 24 s               |
| 7e                         | Daniel Martin              | Irlande                    | UAE Emirates               | + 3 min 23 s               |
| 8e                         | Primož Roglič              | Slovénie                   | Lotto NL-Jumbo             | + 3 min 23 s               |
| 9e                         | David Gaudu                | France                     | Groupama-FDJ               | + 3 min 23 s               |
| 10e                        | Geraint Thomas             | Royaume-Uni                | Sky                        | + 3 min 23 s               |
| modifier                   |                            |                            |                            |                            |

### Points attribués
| Sprint intermédiaire Thônes (km 29) | Sprint intermédiaire Thônes (km 29) | Sprint intermédiaire Thônes (km 29) | Sprint intermédiaire Thônes (km 29) | Sprint intermédiaire Thônes (km 29) |
| ----------------------------------- | ----------------------------------- | ----------------------------------- | ----------------------------------- | ----------------------------------- |
|                                     | Coureur                             | Pays                                | Équipe                              | Point(s)                            |
| 1er                                 | Peter Sagan                         | Slovaquie                           | Bora-Hansgrohe                      | 20                                  |
| 2e                                  | Lukas Pöstlberger                   | Autriche                            | Bora-Hansgrohe                      | 17                                  |
| 3e                                  | Philippe Gilbert                    | Belgique                            | Quick-Step Floors                   | 15                                  |
| 4e                                  | Tony Gallopin                       | France                              | AG2R La Mondiale                    | 13                                  |
| 5e                                  | Greg Van Avermaet                   | Belgique                            | BMC Racing                          | 11                                  |
| 6e                                  | Tom-Jelte Slagter                   | Pays-Bas                            | Dimension Data                      | 10                                  |
| 7e                                  | Élie Gesbert                        | France                              | Fortuneo-Samsic                     | 9                                   |
| 8e                                  | Jack Bauer                          | Nouvelle-Zélande                    | Mitchelton-Scott                    | 8                                   |
| 9e                                  | Lilian Calmejane                    | France                              | Direct Énergie                      | 7                                   |
| 10e                                 | Daryl Impey                         | Afrique du Sud                      | Mitchelton-Scott                    | 6                                   |
| 11e                                 | Rudy Molard                         | France                              | Groupama-FDJ                        | 5                                   |
| 12e                                 | Serge Pauwels                       | Belgique                            | Dimension Data                      | 4                                   |
| 13e                                 | Amaël Moinard                       | France                              | Fortuneo-Samsic                     | 3                                   |
| 14e                                 | Guillaume Martin                    | France                              | Wanty-Groupe Gobert                 | 2                                   |
| 15e                                 | Jon Izaguirre Insausti              | Espagne                             | Bahrain-Merida                      | 1                                   |
| modifier                            |                                     |                                     |                                     |                                     |

| Arrivée d'étape Le Grand-Bornand (km 158,5) | Arrivée d'étape Le Grand-Bornand (km 158,5) | Arrivée d'étape Le Grand-Bornand (km 158,5) | Arrivée d'étape Le Grand-Bornand (km 158,5) | Arrivée d'étape Le Grand-Bornand (km 158,5) |
| ------------------------------------------- | ------------------------------------------- | ------------------------------------------- | ------------------------------------------- | ------------------------------------------- |
|                                             | Coureur                                     | Pays                                        | Équipe                                      | Point(s)                                    |
| 1er                                         | Julian Alaphilippe                          | France                                      | Quick-Step Floors                           | 20                                          |
| 2e                                          | Jon Izaguirre Insausti                      | Espagne                                     | Bahrain-Merida                              | 17                                          |
| 3e                                          | Rein Taaramäe                               | Estonie                                     | Direct Énergie                              | 15                                          |
| 4e                                          | Greg Van Avermaet                           | Belgique                                    | BMC Racing                                  | 13                                          |
| 5e                                          | Serge Pauwels                               | Belgique                                    | Dimension Data                              | 11                                          |
| 6e                                          | Lilian Calmejane                            | France                                      | Direct Énergie                              | 10                                          |
| 7e                                          | Daniel Martin                               | Irlande                                     | UAE Emirates                                | 9                                           |
| 8e                                          | Primož Roglič                               | Slovénie                                    | Lotto NL-Jumbo                              | 8                                           |
| 9e                                          | David Gaudu                                 | France                                      | Groupama-FDJ                                | 7                                           |
| 10e                                         | Geraint Thomas                              | Royaume-Uni                                 | Sky                                         | 6                                           |
| 11e                                         | Romain Bardet                               | France                                      | AG2R La Mondiale                            | 5                                           |
| 12e                                         | Steven Kruijswijk                           | Pays-Bas                                    | Lotto NL-Jumbo                              | 4                                           |
| 13e                                         | Adam Yates                                  | Royaume-Uni                                 | Mitchelton-Scott                            | 3                                           |
| 14e                                         | Jakob Fuglsang                              | Danemark                                    | Astana                                      | 2                                           |
| 15e                                         | Christopher Froome                          | Royaume-Uni                                 | Sky                                         | 1                                           |
| modifier                                    |                                             |                                             |                                             |                                             |

|   | Coureur                | Pays    | Équipe            | Bonifications |
| - | ---------------------- | ------- | ----------------- | ------------- |
| 1 | Julian Alaphilippe     | France  | Quick-Step Floors | 10 s          |
| 2 | Jon Izaguirre Insausti | Espagne | Bahrain-Merida    | 6 s           |
| 3 | Rein Taaramäe          | Estonie | Direct Énergie    | 4 s           |

### Cols et côtes
| Col de Bluffy (km 19) 4e catégorie (1,5 km à 5,6%) | Col de Bluffy (km 19) 4e catégorie (1,5 km à 5,6%) | Col de Bluffy (km 19) 4e catégorie (1,5 km à 5,6%) | Col de Bluffy (km 19) 4e catégorie (1,5 km à 5,6%) | Col de Bluffy (km 19) 4e catégorie (1,5 km à 5,6%) |
| -------------------------------------------------- | -------------------------------------------------- | -------------------------------------------------- | -------------------------------------------------- | -------------------------------------------------- |
|                                                    | Coureur                                            | Pays                                               | Équipe                                             | Point(s)                                           |
| 1er                                                | Julian Alaphilippe                                 | France                                             | Quick-Step Floors                                  | 1                                                  |
| modifier                                           |                                                    |                                                    |                                                    |                                                    |

| Col de la Croix Fry (km 43) 1re catégorie (11,3 km à 7%) | Col de la Croix Fry (km 43) 1re catégorie (11,3 km à 7%) | Col de la Croix Fry (km 43) 1re catégorie (11,3 km à 7%) | Col de la Croix Fry (km 43) 1re catégorie (11,3 km à 7%) | Col de la Croix Fry (km 43) 1re catégorie (11,3 km à 7%) |
| -------------------------------------------------------- | -------------------------------------------------------- | -------------------------------------------------------- | -------------------------------------------------------- | -------------------------------------------------------- |
|                                                          | Coureur                                                  | Pays                                                     | Équipe                                                   | Point(s)                                                 |
| 1er                                                      | Rudy Molard                                              | France                                                   | Groupama-FDJ                                             | 10                                                       |
| 2e                                                       | Rein Taaramäe                                            | Estonie                                                  | Direct Énergie                                           | 8                                                        |
| 3e                                                       | David Gaudu                                              | France                                                   | Groupama-FDJ                                             | 6                                                        |
| 4e                                                       | Serge Pauwels                                            | Belgique                                                 | Dimension Data                                           | 4                                                        |
| 5e                                                       | Philippe Gilbert                                         | Belgique                                                 | Quick-Step Floors                                        | 2                                                        |
| 6e                                                       | Greg Van Avermaet                                        | Belgique                                                 | BMC Racing                                               | 1                                                        |
| modifier                                                 |                                                          |                                                          |                                                          |                                                          |

| Montée du Plateau des Glières (km 68,5) Hors catégorie (6 km à 11,2%) | Montée du Plateau des Glières (km 68,5) Hors catégorie (6 km à 11,2%) | Montée du Plateau des Glières (km 68,5) Hors catégorie (6 km à 11,2%) | Montée du Plateau des Glières (km 68,5) Hors catégorie (6 km à 11,2%) | Montée du Plateau des Glières (km 68,5) Hors catégorie (6 km à 11,2%) |
| --------------------------------------------------------------------- | --------------------------------------------------------------------- | --------------------------------------------------------------------- | --------------------------------------------------------------------- | --------------------------------------------------------------------- |
|                                                                       | Coureur                                                               | Pays                                                                  | Équipe                                                                | Point(s)                                                              |
| 1er                                                                   | Julian Alaphilippe                                                    | France                                                                | Quick-Step Floors                                                     | 20                                                                    |
| 2e                                                                    | David Gaudu                                                           | France                                                                | Groupama-FDJ                                                          | 15                                                                    |
| 3e                                                                    | Rudy Molard                                                           | France                                                                | Groupama-FDJ                                                          | 12                                                                    |
| 4e                                                                    | Serge Pauwels                                                         | Belgique                                                              | Dimension Data                                                        | 10                                                                    |
| 5e                                                                    | Greg Van Avermaet                                                     | Belgique                                                              | BMC Racing                                                            | 8                                                                     |
| 6e                                                                    | Rein Taaramäe                                                         | Estonie                                                               | Direct Énergie                                                        | 6                                                                     |
| 7e                                                                    | Robert Gesink                                                         | Pays-Bas                                                              | Lotto NL-Jumbo                                                        | 4                                                                     |
| 8e                                                                    | Jon Izaguirre Insausti                                                | Espagne                                                               | Bahrain-Merida                                                        | 2                                                                     |
| modifier                                                              |                                                                       |                                                                       |                                                                       |                                                                       |

| Col de Romme (km 130) 1re catégorie (8,8 km à 8,9%) | Col de Romme (km 130) 1re catégorie (8,8 km à 8,9%) | Col de Romme (km 130) 1re catégorie (8,8 km à 8,9%) | Col de Romme (km 130) 1re catégorie (8,8 km à 8,9%) | Col de Romme (km 130) 1re catégorie (8,8 km à 8,9%) |
| --------------------------------------------------- | --------------------------------------------------- | --------------------------------------------------- | --------------------------------------------------- | --------------------------------------------------- |
|                                                     | Coureur                                             | Pays                                                | Équipe                                              | Point(s)                                            |
| 1er                                                 | Julian Alaphilippe                                  | France                                              | Quick-Step Floors                                   | 10                                                  |
| 2e                                                  | Rein Taaramäe                                       | Estonie                                             | Direct Énergie                                      | 8                                                   |
| 3e                                                  | Serge Pauwels                                       | Belgique                                            | Dimension Data                                      | 6                                                   |
| 4e                                                  | Greg Van Avermaet                                   | Belgique                                            | BMC Racing                                          | 4                                                   |
| 5e                                                  | Lilian Calmejane                                    | France                                              | Direct Énergie                                      | 2                                                   |
| 6e                                                  | Robert Gesink                                       | Pays-Bas                                            | Lotto NL-Jumbo                                      | 1                                                   |
| modifier                                            |                                                     |                                                     |                                                     |                                                     |

| \| Col de la Colombière (km 144) 1re catégorie (7,5 km à 8,5%) \| Col de la Colombière (km 144) 1re catégorie (7,5 km à 8,5%) \| Col de la Colombière (km 144) 1re catégorie (7,5 km à 8,5%) \| Col de la Colombière (km 144) 1re catégorie (7,5 km à 8,5%) \| Col de la Colombière (km 144) 1re catégorie (7,5 km à 8,5%) \| \| ----------------------------------------------------------- \| ----------------------------------------------------------- \| ----------------------------------------------------------- \| ----------------------------------------------------------- \| ----------------------------------------------------------- \| \| \| Coureur \| Pays \| Équipe \| Point(s) \| \| 1er \| Julian Alaphilippe \| France \| Quick-Step Floors \| 10 \| \| 2e \| Jon Izaguirre Insausti \| Espagne \| Bahrain-Merida \| 8 \| \| 3e \| Rein Taaramäe \| Estonie \| Direct Énergie \| 6 \| \| 4e \| Serge Pauwels \| Belgique \| Dimension Data \| 4 \| \| 5e \| Greg Van Avermaet \| Belgique \| BMC Racing \| 2 \| \| 6e \| Lilian Calmejane \| France \| Direct Énergie \| 1 \| \| modifier \| \| \| \| \| |                        |          |                   |          |
| Col de la Colombière (km 144) 1re catégorie (7,5 km à 8,5%) |                        |          |                   |          |
| | Coureur                | Pays     | Équipe            | Point(s) |
| 1er | Julian Alaphilippe     | France   | Quick-Step Floors | 10       |
| 2e | Jon Izaguirre Insausti | Espagne  | Bahrain-Merida    | 8        |
| 3e | Rein Taaramäe          | Estonie  | Direct Énergie    | 6        |
| 4e | Serge Pauwels          | Belgique | Dimension Data    | 4        |
| 5e | Greg Van Avermaet      | Belgique | BMC Racing        | 2        |
| 6e | Lilian Calmejane       | France   | Direct Énergie    | 1        |
| modifier |                        |          |                   |          |

### Prix de la combativité
- Greg Van Avermaet  (BMC Racing)

## Classements à l'issue de l'étape

### Classement général
À l'issue de cette dixième étape, Greg Van Avermaet conserve son maillot de leader du classement général, et creuse l'écart avec les autres coureurs par rapport à l'étape précédente. 
| Classement général | Classement général | Classement général | Classement général | Classement général  |
|                    | Coureur            | Pays               | Équipe             | Temps               |
| ------------------ | ------------------ | ------------------ | ------------------ | ------------------- |
| 1er                | Greg Van Avermaet  | Belgique           | BMC Racing         | en 40 h 34 min 28 s |
| 2e                 | Geraint Thomas     | Royaume-Uni        | Sky                | + 2 min 22 s        |
| 3e                 | Alejandro Valverde | Espagne            | Movistar           | + 3 min 10 s        |
| 4e                 | Jakob Fuglsang     | Danemark           | Astana             | + 3 min 12 s        |
| 5e                 | Bob Jungels        | Luxembourg         | Quick-Step Floors  | + 3 min 20 s        |
| 6e                 | Christopher Froome | Royaume-Uni        | Sky                | + 3 min 21 s        |
| 7e                 | Adam Yates         | Royaume-Uni        | Mitchelton-Scott   | + 3 min 21 s        |
| 8e                 | Mikel Landa        | Espagne            | Movistar           | + 3 min 21 s        |
| 9e                 | Vincenzo Nibali    | Italie             | Bahrain-Merida     | + 3 min 27 s        |
| 10e                | Primož Roglič      | Slovénie           | Lotto NL-Jumbo     | + 3 min 36 s        |
| modifier           |                    |                    |                    |                     |

### Classement par points
| Classement par points | Classement par points | Classement par points | Classement par points | Classement par points |
| --------------------- | --------------------- | --------------------- | --------------------- | --------------------- |
|                       | Coureur               | Pays                  | Équipe                | Point(s)              |
| 1er                   | Peter Sagan           | Slovaquie             | Bora-Hansgrohe        | 319 points            |
| 2e                    | Fernando Gaviria      | Colombie              | Quick-Step Floors     | 218 pts               |
| 3e                    | Dylan Groenewegen     | Pays-Bas              | Lotto NL-Jumbo        | 132 pts               |
| 4e                    | Alexander Kristoff    | Norvège               | UAE Emirates          | 129 pts               |
| 5e                    | Arnaud Démare         | France                | Groupama-FDJ          | 106 pts               |
| 6e                    | André Greipel         | Allemagne             | Lotto-Soudal          | 106 pts               |
| 7e                    | John Degenkolb        | Allemagne             | Trek-Segafredo        | 100 pts               |
| 8e                    | Andrea Pasqualon      | Italie                | Wanty-Groupe Gobert   | 72 pts                |
| 9e                    | Philippe Gilbert      | Belgique              | Quick-Step Floors     | 70 pts                |
| 10e                   | Greg Van Avermaet     | Belgique              | BMC Racing            | 69 pts                |
| modifier              |                       |                       |                       |                       |

### Classement du meilleur jeune
| Classement général du meilleur jeune | Classement général du meilleur jeune | Classement général du meilleur jeune | Classement général du meilleur jeune | Classement général du meilleur jeune |
|                                      | Coureur                              | Pays                                 | Équipe                               | Temps                                |
| ------------------------------------ | ------------------------------------ | ------------------------------------ | ------------------------------------ | ------------------------------------ |
| 1er                                  | Pierre Latour                        | France                               | AG2R La Mondiale                     | en 40 h 45 min 27 s                  |
| 2e                                   | Guillaume Martin                     | France                               | Wanty-Groupe Gobert                  | + 1 min 54 s                         |
| 3e                                   | Søren Kragh Andersen                 | Danemark                             | Sunweb                               | + 4 min 2 s                          |
| 4e                                   | Egan Bernal                          | Colombie                             | Sky                                  | + 8 min 47 s                         |
| 5e                                   | David Gaudu                          | France                               | Groupama-FDJ                         | + 15 min 42 s                        |
| 6e                                   | Stefan Küng                          | Suisse                               | BMC Racing                           | + 19 min 59 s                        |
| 7e                                   | Magnus Cort Nielsen                  | Danemark                             | Astana                               | + 22 min 39 s                        |
| 8e                                   | Thomas Boudat                        | France                               | Direct Énergie                       | + 23 min 50 s                        |
| 9e                                   | Nils Politt                          | Allemagne                            | Katusha-Alpecin                      | + 29 min 32 s                        |
| 10e                                  | Michael Gogl                         | Autriche                             | Trek-Segafredo                       | + 30 min 55 s                        |
| modifier                             |                                      |                                      |                                      |                                      |

### Classement du meilleur grimpeur
| Classement du meilleur grimpeur | Classement du meilleur grimpeur | Classement du meilleur grimpeur | Classement du meilleur grimpeur | Classement du meilleur grimpeur |
| ------------------------------- | ------------------------------- | ------------------------------- | ------------------------------- | ------------------------------- |
|                                 | Coureur                         | Pays                            | Équipe                          | Point(s)                        |
| 1er                             | Julian Alaphilippe              | France                          | Quick-Step Floors               | 41 points                       |
| 2e                              | Rein Taaramäe                   | Estonie                         | Direct Énergie                  | 28 pts                          |
| 3e                              | Serge Pauwels                   | Belgique                        | Dimension Data                  | 24 pts                          |
| 4e                              | Rudy Molard                     | France                          | Groupama-FDJ                    | 22 pts                          |
| 5e                              | David Gaudu                     | France                          | Groupama-FDJ                    | 21 pts                          |
| 6e                              | Greg Van Avermaet               | Belgique                        | BMC Racing                      | 15 pts                          |
| 7e                              | Jon Izaguirre Insausti          | Espagne                         | Bahrain-Merida                  | 10 pts                          |
| 8e                              | Toms Skujiņš                    | Lettonie                        | Trek-Segafredo                  | 6 pts                           |
| 9e                              | Lilian Calmejane                | France                          | Direct Énergie                  | 6 pts                           |
| 10e                             | Robert Gesink                   | Pays-Bas                        | Lotto NL-Jumbo                  | 5 pts                           |
| modifier                        |                                 |                                 |                                 |                                 |

### Classement par équipes
| Classement par équipes | Classement par équipes | Classement par équipes | Classement par équipes |
|                        | Équipe                 | Pays                   | Temps                  |
| ---------------------- | ---------------------- | ---------------------- | ---------------------- |
| 1re                    | Movistar               | Espagne                | en 122 h 34 min 7 s    |
| 2e                     | Bahrain-Merida         | Bahreïn                | + 18 s                 |
| 3e                     | Lotto NL-Jumbo         | Pays-Bas               | + 3 min 10 s           |
| 4e                     | BMC Racing             | États-Unis             | + 8 min 26 s           |
| 5e                     | Sky                    | Royaume-Uni            | + 9 min 54 s           |
| 6e                     | Mitchelton-Scott       | Australie              | + 10 min 0 s           |
| 7e                     | AG2R La Mondiale       | France                 | + 10 min 30 s          |
| 8e                     | Quick-Step Floors      | Belgique               | + 11 min 50 s          |
| 9e                     | Astana                 | Kazakhstan             | + 17 min 36 s          |
| 10e                    | Sunweb                 | Allemagne              | + 20 min 25 s          |
| modifier               |                        |                        |                        |

## Abandons
- 28 -  Alexis Vuillermoz (AG2R La Mondiale) : non-partant[3],[4]
- 175 -  Jens Keukeleire (Lotto-Soudal) : non-partant[3]